# Brancus blaisei
Brancus blaisei là một loài nhện trong họ Salticidae.
Loài này thuộc chi Brancus. Brancus blaisei được Eugène Simon miêu tả năm 1902.